# Парламентские выборы в Британском Гондурасе (1954)
Парламентские выборы в Британском Гондурасе прошли 28 апреля 1954 года. Впервые парламент избирался всеобщим голосованием. По новой Конституции Законодательный совет был заменён Законодательным собранием, в котором было девять избираемых членов, три должностных лица и три назначенных члена. В результате Народная объединённая партия, выступившая за независимость страны, которая выступала в коалиции со Всеобщим профсоюзом рабочих и торговцев, одержала убедительную победу, получив 8 из 9 мест.
Проколониальная Национальная партия получила единственного депутата Чарльза Леви Уэстби, выигравшего в избирательном округе Толедо.

## Результаты
| Партия                                                                                           | Голоса | %     | Места |
| ------------------------------------------------------------------------------------------------ | ------ | ----- | ----- |
| Народная объединённая партия                                                                     | 9 461  | 65,04 | 8     |
| Национальная партия                                                                              | 3 342  | 22,98 | 1     |
| Независимые                                                                                      | 1 743  | 11,98 | 0     |
| Недействительных/пустых бюллетеней                                                               | 100    | –     | –     |
| Всего                                                                                            | 14 646 | 100   | 9     |
| Зарегистрированных избирателей/ Явка                                                             | 20 801 | 70,41 | –     |
| Источник: Elections & Boundaries Department Архивная копия от 29 февраля 2020 на Wayback Machine |        |       |       |